# Chilognatha
Los quilognatos (Chilognatha) son la subclase más amplia y diversa de la clase de los diplópodos. 

## Taxonomía
Según Shear (2011) y Shear & Edgecombe (2010):
- -     - Orden †Zosterogrammida Wilson, 2005 (Chilognatha incertae sedis)[2]
- Infraclase Pentazonia Brandt, 1833 
  -     - Orden †Amynilyspedida Hoffman, 1969

  - Superorden  Limacomorpha Pocock, 1894 
    - Orden Glomeridesmida Cook, 1895 

  - Superorden  Oniscomorpha Pocock, 1887 
    - Orden Glomerida Brandt, 1833 
    - Orden Sphaerotheriida Brandt, 1833
- Infraclase Helminthomorpha Pocock, 1887
  - Superorden  †Archipolypoda Scudder, 1882
    - Orden †Archidesmida Wilson & Anderson 2004
    - Orden †Cowiedesmida Wilson & Anderson 2004
    - Orden †Euphoberiida Hoffman, 1969
    - Orden †Palaeosomatida Hannibal & Krzeminski, 2005
    - Orden †Pleurojulida Schneider & Werneburg, 1998 (possibly sister to Colobognatha)[3]

  - Subterclase Colobognatha Brandt, 1834 
    - Orden Platydesmida Cook, 1895
    - Orden Polyzoniida Cook, 1895 
    - Orden Siphonocryptida Cook, 1895
    - Orden Siphonophorida Newport, 1844

  - Subterclase Eugnatha Attems, 1898
    - Superorden  Juliformia Attems, 1926
      - Orden Julida Brandt, 1833
      - Orden Spirobolida Cook, 1895
      - Orden Spirostreptida Brandt, 1833
      - Superfamilia †Xyloiuloidea Cook, 1895 (Sometimes aligned with Spirobolida)[4]

    - Superorden  Nematophora Verhoeff, 1913 
      - Orden Callipodida Pocock, 1894
      - Orden Chordeumatida Pocock 1894
      - Orden Stemmiulida Cook, 1895
      - Orden Siphoniulida Cook, 1895

    - Superorden  Merocheta Cook, 1895
      - Orden Polydesmida Pocock, 1887